# Onthophagus jangga
Onthophagus jangga är en skalbaggsart som beskrevs av Matthews 1972. Onthophagus jangga ingår i släktet Onthophagus och familjen bladhorningar. Inga underarter finns listade i Catalogue of Life.